# Alizée (fordon)
Van Hool T815 Alizée är en buss tillverkad av den Belgiska fordonstillverkaren Van Hool. Den tillhör T8-serien och utrustades ursprungligen med en Cummins L10-diesel och senare med en Cummins M11-diesel.
Karossen, inredningen och ibland chassit tillverkades av Van Hool, chassit kunde dock även komma från andra tillverkare, såsom Volvo, Scania, Mercedes, MAN eller DAF. Bussen var väldigt vanlig som långfärdsbuss och hade normalt eller extra högt golv. Den var vanlig under 1980- och 1990-talet som turistbuss hos ganska många bussbolag.